# Міжгайці (Камінь-Каширський район)
Міжга́йці — село в Україні, у Любешівській селищній громаді Камінь-Каширського району Волинської області.
Населення становить 399 осіб. До 2017 орган місцевого самоврядування — Залізницька сільська рада.
Колишня назва пол. "Zakcze"

## Населення
Згідно з переписом УРСР 1989 року чисельність наявного населення села становила 355 осіб, з яких 161 чоловік та 194 жінки.
За переписом населення України 2001 року в селі мешкало 390 осіб.

### Мова
Розподіл населення за рідною мовою за даними перепису 2001 року:
| Мова       | Відсоток |
| ---------- | -------- |
| українська | 99,75 %  |
| російська  | 0,25 %   |